# Basament de la creu de terme de Can Bou
El Basament de la creu de terme del Carrer Major és una obra d'Ullastret (Baix Empordà) inclosa a l'Inventari del Patrimoni Arquitectònic de Catalunya.

## Descripció
El basament d'una creu de terme destruïda es troba al NW del poble, a uns 30 metres. Al NE de Can Gou (antic Mas Pou); al N. del carrer de la Notaria, a l'era de Can Bou i a la vora d'una pallissa en ruïnes, a ponent del paratge dit "el Gran Firal" en un planell quelcom enlairat sobre els terrenys circumdants. En aquest punt hi arribava l'antic camí de Fonolleres. El basament està colgat per una gran mata de garrigues. És molt semblant al basament de la creu que hi ha al camí de la Bisbal, a l'entrada de la població, de pla rectangular amb dos graons de lloses ben escairades.

## Història
Ningú recorda quan fou destruïda.
Fins fa pocs anys a la parròquia es conservava una creu de pedra gòtica. No sembla, però, que pertanguessin a aquest basament, sinó més aviat al que hi ha al carrer de la Notaria /carrer Major.